# Elmantis nira
Elmantis nira är en bönsyrseart som beskrevs av Mukherjee och Harza 1982. Elmantis nira ingår i släktet Elmantis och familjen Mantidae. Inga underarter finns listade i Catalogue of Life.